# Thalera fimbriata
Thalera fimbriata är en fjärilsart som beskrevs av Hüfnagel 1767. Thalera fimbriata ingår i släktet Thalera och familjen mätare. Inga underarter finns listade i Catalogue of Life.